# Vuelo 705 de FedEx
El 7 de abril de 1994, el Vuelo 705 de FedEx, un avión McDonnell Douglas DC-10-30 de carga desde Memphis, Tennessee a San José, California (ambos en Estados Unidos), sufrió un intento de secuestro con el fin de estrellar el avión contra el suelo.
Auburn Calloway, un empleado de FedEx que se enfrentaba a un posible despido por mentir acerca de una experiencia previa de vuelo, embarcó en el vuelo programado como pasajero con un estuche de guitarra donde llevaba varios martillos y un arpón. Tenía la intención de desactivar la grabadora de voces de cabina del avión antes del despegue y, una vez en el aire, matar a la tripulación utilizando la fuerza bruta de los martillos para que sus lesiones se pareciesen en la medida de lo posible a los de un accidente en lugar de a un secuestro. El arpón sería el último recurso. A continuación, estrellaría el avión, mientras que sólo parecería ser un empleado que murió fruto del accidente. Esto haría que su familia percibiese la indemnización del seguro de vida valorado en 2,5 millones de dólares a pagar por Federal Express.
El plan de Calloway no tuvo éxito. A pesar de las lesiones graves, la tripulación fue capaz de luchar, retener a Calloway y aterrizar el avión con seguridad. Un intento de defensa amparándose en un trastorno de salud mental no prosperó y Calloway fue declarado culpable de varios cargos, incluyendo intento de asesinato, intento de secuestro en el aire y la interferencia en las operaciones de la tripulación de vuelo. Fue condenado a dos cadenas perpetuas consecutivas. Calloway logró que su condena por la interferencia en el control de vuelo permaneciese como un delito menor al igual que el intento de secuestro aéreo. El equipo se quedó con lesiones permanentes, invalidantes y no ha volado profesionalmente desde entonces.

## Detalles del vuelo

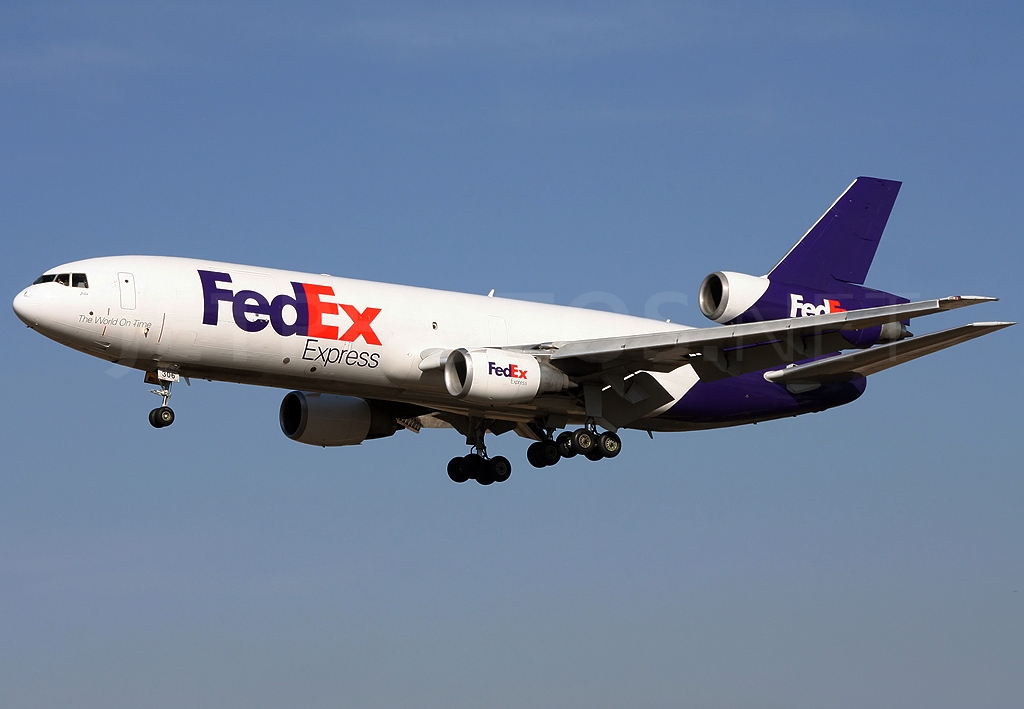
El avión involucrado en el intento de secuestro, en 2012.

La tripulación prevista se componía de tres hombres: el capitán David Sanders, de 49 años de edad, el primer oficial James Tucker, de 42, y el ingeniero de vuelo Andrew Peterson de 39 años. En el momento del incidente, el primer oficial James Tucker, ocupó el cargo de comandante del DC-10 de Federal Express, al quedarse sólo en la cabina. El vuelo 705 tenía programado volar a San José, California, con equipamientos electrónicos destinados a Silicon Valley.

## El secuestrador
El ingeniero de vuelo de FedEx Auburn Calloway tenía 42 años, había sido alumno de la Universidad de Stanford y expiloto militar y experto en artes marciales, que se enfrentaba en aquel momento al despido por irregularidades en la presentación de informes de horas de vuelo. Con el fin de encubrir el secuestro como un accidente por el que su familia se beneficiaría de su póliza de seguro de vida de FedEx valorado en 2,5 millones de dólares, Calloway intentó asesinar a la tripulación de vuelo con el uso de la fuerza. Para lograr esto, llevó a bordo dos martillos, dos mazas y un arpón, escondidos dentro de un estuche de guitarra. No está claro cómo pretendía Calloway hacer estrellar el avión. Justo antes del vuelo, Calloway había transferido más de 50.000 dólares en cheques de valores y efectivo a su exesposa. También llevaba a bordo una nota, dirigida a ella y que «describía la desesperación evidente del autor».

## Secuestro
Como parte de su 
plan para ocultar el ataque y hacerlo pasar por un accidente, Calloway desactivó la grabadora de voz de cabina (CVR) moviendo el interruptor de su posición de conexión. Durante la revisión pre-vuelo, Peterson se da cuenta de que el interruptor está apagado y lo reinicia antes del despegue por lo que la grabadora fue reactivada. Veinte minutos después del despegue, mientras la tripulación de vuelo mantenía una conversación amistosa, Calloway entró en la cabina de vuelo y comenzó su ataque. Los tres miembros de la tripulación recibieron varios golpes de martillo que causaron fractura de cráneo tanto a Peterson como a Tucker, que sufrió además la rotura de la arteria temporal. Siguió una larga lucha en la que participaron tanto el ingeniero de vuelo como el capitán; mientras tanto Tucker, que también había sido piloto de la Marina, realizó maniobras extremas con la aeronave para hacer perder el equilibrio al secuestrador.
Varios segundos con la aeronave volando boca abajo y a velocidad casi ultrasónica que sobrepasaba los límites para los que había sido diseñado el DC-10 consiguieron impedir el intento de Calloway. Sanders tomó los controles y Tucker, que había perdió la sensibilidad de la parte derecha de su cuerpo, intentó ayudar a Peterson a mantener controlado a Calloway. Sanders se comunicó con el control de tráfico aéreo, desactivó el piloto automático y se preparó para un aterrizaje de emergencia en el Aeropuerto Internacional de Memphis. Mientras tanto, quejándose de que no podía respirar, Calloway comenzó a luchar con el equipo de nuevo.
Casi lleno de combustible y carga, el avión se estaba aproximando demasiado rápido y demasiado alto para aterrizar en la pista de aterrizaje prevista, la 9. Sanders pidió por radio aterrizar en la pista más larga, la 36. Haciendo caso omiso de los mensajes de advertencia del ordenador de a bordo y realizando una serie de giros cerrados que pusieron a prueba los límites de seguridad del DC-10, Sanders aterrizó el avión con seguridad en la pista, aun superando el peso máximo de aterrizaje para el que estaba diseñado. En ese momento, Calloway trató de resistirse de nuevo. El personal de emergencia accedió al avión a través de rampa de evacuación y la escalera. En el interior de la cabina, que encontraron cubierta de sangre, procedieron inmediatamente a la detención de Calloway.

## Secuelas
Los tripulantes del vuelo 705 sufrieron traumatismos craneales graves. Tucker sufrió una fractura craneal muy grave, causándole problemas de motricidad en el brazo derecho y pierna derecha. Calloway había dislocado la mandíbula de Tucker, trató de arrancarle un ojo y le apuñaló en el brazo derecho. Sanders sufrió varios cortes profundos en la cabeza y los médicos tuvieron que coserle la oreja derecha de nuevo en su lugar. El ingeniero de vuelo Peterson sufrió fractura de cráneo y el corte de la arteria temporal. Los daños en el avión alcanzaron un total de 800.000 dólares.
Calloway declaró haber sufrido un trastorno mental transitorio, pero fue condenado a dos cadenas perpetuas consecutivas el 15 de agosto de 1995, por intento de asesinato e intento de secuestro. Calloway está encarcelado en la Penitenciaría de Estados Unidos de Atwater con el número de reo # 14601-076 de la Oficina Federal de Prisiones, cerca de Atwater, California.
El 26 de mayo de 1994, la Asociación de Pilotos de Línea Aérea otorgó a Dave Sanders, James Tucker y Andrew Peterson la Medalla de Oro al heroísmo, la más alta condecoración civil que un piloto puede recibir. Debido a la extensión y gravedad de sus heridas, ningún miembro de la tripulación ha sido rehabilitado como médicamente apto para operar vuelos comerciales.
Aunque no se le considere médicamente apto para volver a operar comercialmente en aviación, James Tucker pudo acogerse a las regulaciones de 2004 para volar en avioneta recreativa y volvió a volar en un 8A Luscombe. Con el uso de este avión, Tucker ha enseñado a volar a su hijo, Andy Tucker. Tucker se ha convertido en un ministro laico, y ha servido como pastor laico en las iglesias locales de la zona de Alabama.
El McDonnell Douglas DC-10-30 involucrado continuó en servicio para FedEx tras ser reparado; en 2008 fue convertido en MD-10F (una actualización que, entre otras mejoras, elimina la necesidad de un ingeniero de vuelo) y, finalmente, fue retirado de servicio en 2022. Actualmente se encuentra almacenado en el Aeropuerto de Logística del Sur de California.

## Filmografía
Este accidente fue presentado en el programa de televisión canadiense Mayday: catástrofes aéreas, titulado "Ataque suicida", transmitido en National Geographic Channel.